# Pavel Ladislav z Eszterházy
Pavel Ladislav Esterházy z Galanty (maďarsky galánthai Esterházy Pál László, 23. května 1730, Alsópaty – 7. listopadu 1799, Moháč) byl uherský šlechtic z rodu Esterházyů z Galanty a římskokatolický duchovní, biskup v Pětikostelí a diplomat.

## Životopis

Erb rodu Esterházyů

Pavel Ladislav se narodil v Alsópaty ve Vašské župě jako syn hraběte Adama Esterházyho z Cseszneku a jeho manželky Alžběty Berényiové.
Svou církevní kariéru zahájil v roce 1746 vstupem do řádu paulánů.
V letech 1749 až 1753 byl poslán do Říma, aby dokončil svá teologická studia na Collegiu Germano-Hungaricu. Po návratu do vlasti jako odborník na hebrejský jazyk se stal jedním z nejvýznamnějších paulánských učitelů v Maďarsku. Následně zastával úřad provinciála (1761–1764) a v roce 1769 byl zvolen generálem. Na základě tohoto jmenování se téhož roku vydal znovu do Říma na návštěvu ad limina. Při té příležitosti ho Marie Terezie pověřila důležitými diplomatickými úkoly, které měl plnit u papežského a neapolského dvora. Po 40 dnech cesty konečně dorazil do Říma, kde se setkal s papežem Klementem XIV. Z Říma se pak vydal do Neapole, aby arcivévodkyni Marii Karolíně, manželce neapolského krále Ferdinanda IV., doručil dopis od její matky Marie Terezie.
Po návratu do Uher se Pavel Ladislav Esterházy energicky věnoval práci na reformě řádu a 21. srpna 1770 navštívil také klášter v Pětikostelí.
Generální kapitula roku 1775 ho se zvláštním papežským pověřením znovu potvrdila jako generála řádu. V této době také sepsal některá díla, většinou apologeticko-hagiografického charakteru. Cristoforo Antonio Migazzi jmenovaný velkým proboštem a generálním vikářem diecéze vacovské a od roku 1776 pomocným biskupem téhož stolce byl Esterházy nucen vzdát se úřadu generálního mistra.
Dne 23. června 1780 byl jmenován do úřadu biskupa v pětikostelské diecéze. Uvedení do katedrály se uskutečnil 29. května 1781 průvodem, který vycházel z paulánského kláštera. Během ceremonie Esterházy daroval městu ostatky římského mučedníka svatého Faustina, které obdržel od kardinála Antonia Marii Erby Odescalchiho.
V Pětikostelí pracoval Pavel Ladislav Esterházy pro duchovní a kulturní obnovu města. Postavil nespočet kostelů a škol, stejně jako biskupské rezidence v Pětikostelí, Moháči a Szentlászló. Biskupskou knihovnu v Pětikostelí obohatil o cennou sbírku minerálů.
Biskup Pavel Ladislav hrabě Esterházy z Galanty zemřel 7. listopadu 1799 v Moháči.

## Biskupská genealogie
Biskupská genealogie Pavla Ladislava Esterházyho:
- Kardinál Scipione Rebiba
- Kardinál Giulio Antonio Santori
- Kardinál Girolamo Bernerio, OP
- Arcibiskup Galeazzo Sanvitale
- Kardinál Ludovico Ludovisi
- Kardinál Luigi Caetani
- Kardinál Ulderico Carpegna
- Kardinál Paluzzo Paluzzi Altieri z Albertoni
- Kardinál Flavio Chigi
- Papež Klement XII
- Kardinál Giovanni Antonio Guadagni, OCD
- Kardinál Kryštof Bartoloměj Antonín Migazzi
- biskup Pavel Ladislav Esterhazy